# 레스토랑 워
《레스토랑 워》는 2011년에 미국에서 방송된 레스토랑 체인점 오너 선발 서바이벌 프로그램이다.